# Frikast
Ett frikast är en fast situation i bland annat handboll, som används för att återuppta spel efter en mindre regelförseelse. I handboll kan detta till exempel innebära att någon har fått bollen på foten eller gjort dubbelstuds. Men man kan också få frikast om försvararen har tagit i för hårt, för att till exempel stoppa anfallaren, men det är inte tillräckligt farligt för att det ska bli straffkast.[källa behövs]